# 10200 Квадрі
10200 Квадрі (10200 Quadri) — астероїд головного поясу, відкритий 7 липня 1997 року.
Тіссеранів параметр щодо Юпітера — 3,333.